# 亨利鎮區 (印地安納州亨利縣)
亨利鎮區（英語：Henry Township）是位於美國印地安納州亨利縣的一個行政鎮區。

## 地方資料
根據2010年美國人口普查的數據，亨利鎮區的面積為95.50平方千米，當中陸地面積為94.20平方千米，而水域面積為1.30平方千米。當地共有人口22560人，而人口密度為每平方千米236.23人。